# ینی‌گون
ینی‌گون (به لاتین: Yenigün) یک منطقه مسکونی در جمهوری آذربایجان است که در شهرستان آغ‌استفا واقع شده است.